# El Manzano (Las Cabras)
El Manzano es una localidad chilena perteneciente a la comuna de Las Cabras, provincia de Cachapoal, en la región de O'Higgins. Cuenta con una población de aproximadamente 2000 personas que viven en el poblado y en los sectores rurales.
Al estar junto al Lago Rapel en este lugar en el verano hay una gran cantidad de turismo, basado en sus sitios para camping y casas de verano que bordean todo el lago.
Los principales sectores económicos de la comuna están asociados a la actividad agrícola pero también en el sector turístico. Por esta localidad pasa la Carretera de la Fruta.